# Walter Lemma
Walter Oscar Lemma (Lanús, Provincia de Buenos Aires, 6 de marzo de 1973) es un exfutbolista, ayudante de campo y entrenador de fútbol argentino. Actualmente dirige a Unión La Calera de la Primera División de Chile.

## Trayectoria

### Como jugador
Oriundo de Lanús, debutó profesionalmente con el equipo de su ciudad, Lanús, para pasar en 1995 a Estudiantes de La Plata. Sin muchos minutos de juego, al año siguiente pasa a Banfield.
Luego de pasos por Ancona y Virtus Entella del fútbol italiano, regresó a su país natal el año 2000 para defender los colores de San Martín (SJ), en donde se retiró al año siguiente a los 28 años.

### Como entrenador
Comenzó su carrera el año 2009 dirigiendo las divisiones inferiores de Lanús. El año 2015 firmó para Talleres en el mismo rol además de ser ayudante de campo de Lucas Bovaglio en la reserva, cuando Talleres se consagró campeón en el Torneo de Reserva en 2017. La temporada siguiente asumió como director técnico de ese equipo y logró el campeonato de esa temporada.
Luego de cinco años dentro de Talleres, partió al Tijuana para ser ayudante de campo de Gustavo Quinteros, continuando a su lado en Colo-Colo a partir de 2020 y en Vélez Sarsfield en 2024.
El 5 de junio de 2024 es anunciado como el nuevo entrenador de Unión La Calera de la Primera División de Chile, en reemplazo de Manuel Fernández.Luego de obtener el objetivo de mantener al equipo calerano en la división de oro del fútbol chileno, en noviembre de 2024 se anuncia su renovación para la siguiente temporada.

## Clubes

### Como jugador
| Club                    | País      | Año       |
| ----------------------- | --------- | --------- |
| Lanús                   | Argentina | 1991-1995 |
| Estudiantes de La Plata | Argentina | 1995      |
| Banfield                | Argentina | 1996-1997 |
| Ancona                  | Italia    | 1999      |
| Virtus Entella          | Italia    | 2000      |
| San Martín (SJ)         | Argentina | 2000-2001 |

### Como ayudante de campo
| Club               | País      | Año       | Entrenador Titular |
| ------------------ | --------- | --------- | ------------------ |
| Talleres (reserva) | Argentina | 2016-2017 | Lucas Bovaglio     |
| Tijuana            | México    | 2020      | Gustavo Quinteros  |
| Colo-Colo          | Chile     | 2020-2023 | Gustavo Quinteros  |
| Vélez Sarsfield    | Argentina | 2024      | Gustavo Quinteros  |

### Como entrenador
| Club                   | País      | Año       |
| ---------------------- | --------- | --------- |
| Talleres (4° división) | Argentina | 2015-2016 |
| Talleres (reserva)     | Argentina | 2017-2019 |
| Unión La Calera        | Chile     | 2024-Act. |

## Estadísticas como entrenador
| Equipo                  | Div.  | Temporada | Liga  | Liga | Liga | Liga | Liga |       | Copa | Copa | Copa | Copa  |   | Internacional | Internacional | Internacional | Internacional | Internacional |   | Otros | Otros | Otros | Otros |    | Totales | Totales     | Totales | Totales | Totales | Totales | Totales | Totales | Totales |
| Equipo                  | Div.  | Temporada | Part. | G    | E    | P    | Pos. | Part. | G    | E    | P    | Part. | G | E             | P             | Pos.          | Part.         | G             | E | P     | Part. | G     | E     | P  | Puntos  | Rendimiento | GF      | GC      | Dif.    |         |         |         |         |
| ----------------------- | ----- | --------- | ----- | ---- | ---- | ---- | ---- | ----- | ---- | ---- | ---- | ----- | - | ------------- | ------------- | ------------- | ------------- | ------------- | - | ----- | ----- | ----- | ----- | -- | ------- | ----------- | ------- | ------- | ------- | ------- | ------- | ------- | ------- |
| Unión La Calera · Chile | 1.ª   | 2024      | 17    | 7    | 4    | 6    | 11.º | 1     | 0    | 1    | 0    | -     | - | -             | -             | -             | -             | -             | - | -     | 18    | 7     | 5     | 6  | 26/54   | 48.15%      | 20      | 20      | +0      |         |         |         |         |
| Unión La Calera · Chile | 1.ª   | 2025      | 20    | 6    | 5    | 9    | -    | 8     | 3    | 2    | 3    | -     | - | -             | -             | -             | -             | -             | - | -     | 28    | 9     | 7     | 12 | 34/84   | 40.47%      | 24      | 31      | -7      |         |         |         |         |
| Unión La Calera · Chile | Total | Total     | 37    | 13   | 9    | 15   | -    | 9     | 3    | 3    | 3    | -     | - | -             | -             | -             | -             | -             | - | -     | 46    | 16    | 12    | 18 | 60/138  | 43.48%      | 44      | 51      | -7      |         |         |         |         |
| 1.                      |       |           |       |      |      |      |      |       |      |      |      |       |   |               |               |               |               |               |   |       |       |       |       |    |         |             |         |         |         |         |         |         |         |

#### Resumen por competencias
| Torneo                    | PD | G  | E  | P  | GF | GC | Dif. | Rendimiento | Mejor resultado  |
| ------------------------- | -- | -- | -- | -- | -- | -- | ---- | ----------- | ---------------- |
| Primera División de Chile | 37 | 13 | 9  | 15 | 35 | 39 | -4   | 43.25%      | 11.º lugar       |
| Copa Chile                | 9  | 3  | 3  | 3  | 9  | 12 | -3   | 44.44%      | Cuartos de final |
| Total                     | 46 | 16 | 12 | 18 | 44 | 51 | -7   | 43.48%      | Sin Títulos      |

## Palmarés

### Como ayudante de campo
| Título            | Club               | País      | Año     |
| ----------------- | ------------------ | --------- | ------- |
| Torneo de Reserva | Talleres (reserva) | Argentina | 2016-17 |
| Copa Chile        | Colo-Colo          | Chile     | 2021    |

### Como DT
| Título            | Club               | País      | Año     |
| ----------------- | ------------------ | --------- | ------- |
| Torneo de Reserva | Talleres (reserva) | Argentina | 2017-18 |